# Charles Kean

Charles Kean

Charles Kean (* 18. Januar 1811 in Waterford, Irland; † 22. Januar 1868 in Liverpool) war ein englischer Schauspieler.
Kean war der Sohn des Schauspielerehepaares Edmund Kean und Mary Chambers. Seine Schulzeit verbrachte er in Worplesdon und Greenford (Nähe Harrow). Anschließend immatrikulierte er sich am Eton College.
Mit Hilfe seines Vaters konnte Kean 1827 am Dury-Lane Theater debütieren; aber er fiel dabei durch. Dadurch nicht entmutigt, spielte er in den nächsten Jahren an vielen Provinzbühnen und konnte auf diese Weise mit der Zeit doch noch die Begeisterung des Publikums erringen. Zwischen 1830 und 1833 unternahm Kean eine ausgedehnte Tournee durch die Vereinigten Staaten, wo er immer öfter vor ausverkauftem Haus spielte und große Erfolge erzielen konnte. Weitere Gastspielreisen in die USA unternahm er 1839, 1846 und 1861.
Als Kean 1833 nach Großbritannien zurückgekehrt war, wurde er an das Covent Garden Theater verpflichtet. Dort entwickelte er sich in kürzester Zeit zum gefeiertsten Shakespeare-Darsteller. Mit seiner Interpretation des Hamlet setzte er Maßstäbe. 1842 heiratete Kean in London seine Kollegin, die Schauspielerin Ellen Tree (1805–1880).
1850 übernahm Kean die Direktion des Princess Theatre und hatte dieses Amt bis 1859 inne. An diesem Theater fungierte er natürlich auch als Schauspieler. 1863 unternahm er eine Tournee nach und durch Australien und gastierte 1866 ein letztesmal in den USA (Kalifornien).